# 물리 컴퓨팅
물리 컴퓨팅(physical computing)은 아날로그 세상에 감각을 느끼고 반응할 수 있는 소프트웨어와 하드웨어를 사용함으로써 상호 작용적인 물리계를 만드는 것을 의미한다. 이 정의가 스마트 자동차 교통 제어 시스템이라든지 공장 자동화 프로세스와 같은 시스템을 아우르기에 충분할 만큼 광의적이지만 이들을 기술하기 위해 흔히 사용되지는 않는다. 광의적 개념에서 물리 컴퓨팅은 인간과 디지털 세상 간의 관계를 이해하는 창의적인 프레임워크이다. 실질적으로 이 용어는 대체적으로 센서와 마이크로컨트롤러를 사용하여 아날로그 입력을 소프트웨어 시스템으로 변환하거나 전동기, 조명 등의 전기기계적 장치들을 제어하는 수공예, 디자인, DIY 취미 프로젝트를 의미한다.
물리 컴퓨팅은 전기공항, 메카트로닉스(mechatronics), 로보틱스, 컴퓨터 과학, 특히 임베디드 개발과 같은 학문, 산업 분야의 활동 범위를 가로지른다.

## 참고 문헌
- Igoe, Tom; O'Sullivan, Dan (2004). 《Physical Computing: Sensing and Controlling the Physical World with Computers》. Premier Press. ISBN 1-59200-346-X.